# Nitrogenase
A nitrogenase é uma enzima que reduz azoto molecular (N2) a amónia (NH3). Esta conversão é a principal etapa na fixação de azoto atmosférico, levada a cabo por organismos diazotróficos.
A enzima é um complexo composto por duas proteínas: a dinitrogénio redutase, uma proteína de ferro-enxofre contendo centros de ferro-enxofre (FeS) do tipo [4Fe-4S], e a (di)nitrogenase propriamente dita, cujo sítio activo é composto por um centro de ferro-molibdénio (FeMoco).
Existem duas classes de nitrogenases, classificadas de acordo com o seu dador de electrões: nitrogenases dependentes de proteínas de ferro-enxofre (usualmente a ferredoxina ou a rubredoxina; EC 1.18.6.1) e nitrogenases dependentes de flavodoxinas (EC 1.19.6.1). A dinitrogénio redutase, após activação pelo ATP, recebe os electrões destes dadores, transferindo-os de seguida para o centro FeMo via um centro [8Fe-7S] (centro P). O centro FeMo pode então efectuar a catálise. Os centros P e FeMo são encontrados em exclusivo nas nitrogenases.

## Estrutura do complexo enzimático
A nitrogenase é na realidade um complexo de duas proteínas que não se encontram permanentemente ligadas entre si:
- A nitrogenase propriamente dita, também denominada proteína de ferro-molibdénio (FeMo) ou componente I. Catalisa a redução do N2.
- A dinitrogénio redutase, também denominada proteína de ferro ou componente II. Transfere electrões de um dador electrónico para a proteína de ferro-molibdénio.

A enzima é activa somente quando as duas componentes se encontram associadas. É extremamente sensível ao dioxigénio (O2), sendo rapidamente inactivada em condições aeróbias.

### A proteína de ferro-molibdénio
A proteína de ferro-molibdénio (nitrogenase propriamente dita ou componente I; abreviada proteína FeMo ou MoFe) é uma proteína tetramérica do tipo α2β2 (quatro cadeias polipeptídicas com duas sequências diferentes), com uma massa molecular total de cerca de 250 000 Da. Cada dímero αβ liga um centro FeMo, que é o local onde o N2 é reduzido, e um centro de ferro-enxofre do tipo [8Fe-7S], também designado centro P. Ambos os centros metálicos encontram-se apenas em nitrogenases. As subunidades α e β são os produtos dos genes nifD e nifK.
O cofactor FeMo tem uma geometria similar a dois centros [4Fe-4S] fundidos num vértice, com outro vértice mais exterior sendo o átomo de molibdénio. Este liga, por sua vez, uma molécula de R-homocitrato. O átomo central X é, baseado na estrutura cristalográfica de maior resolução existente, carbono, oxigénio ou azoto, tendo sido sugerido o azoto com melhor candidato, embora outros estudos não tenham conseguido confirmar esta hipótese.
A geometria do centro P é também semelhante à de dois centros [4Fe-4S] fundidos num vértice, partilhando neste caso um sulfureto. Aquando da ligação entre as duas proteínas, o centro P situa-se entre o centro de ferro-enxofre da dinitrogénio redutase e o centro FeMo. Esta evidência estrutural, junto com outros estudos, utilizando técnicas de cinética rápida acopladas a espectroscopia EPR e mutagénese dirigida,
sugere um papel activo do centro P na transferência electrónica entre as duas componentes. Quando oxidado, o centro P sofre uma alteração conformacional induzida pela dissociação de dois aminoácidos ligandos, mas é desconhecida a importância da existência desta alteração.
|  |  |

Teoricamente, o centro P é capaz de sofrer oxirredução multielectrónica, mas desconhece-se se o centro transfere apenas um electrão de cada vez ou se oscila entre maiores estados de oxidação, comportando-se como um condensador eléctrico.
Embora esta proteína possa ser reduzida por outros agentes redutores que não a dinitrogénio redutase, não consegue catalisar o N2 na ausência desta, inferindo a existência de uma alteração conformacional induzida pela ligação das duas proteínas, dependente da hidrólise de ATP.

### A proteína de ferro
A proteína de ferro (dinitrogénio redutase ou componente II) é um homodímero, com uma massa molecular total por volta dos 60 000 Da, que liga covalentemente um centro de ferro-enxofre (do tipo [4Fe-4S]) e possui locais de ligação para o ATP ou ADP. O gene que codifica esta proteína é designado nifH. A redutase interage com a proteína de ferro-molibdénio (uma molécula de redutase por cada dímero αβ de proteína FeMo) na face em que o centro FeS se encontra, sugerindo a participação deste na transferência electrónica entre as duas componentes. A ligação de nucleótidos altera a conformação da proteína, sugerindo um mecanismo alostérico para a sua actividade catalítica; existe também uma alteração nas propriedades magnéticas e electroquímicas do centro FeS após ligação de ATP, possivelmente para facilitação de transferência electrónica para a proteína FeMo.
O centro FeS desta proteína é extremamente sensível à presença de oxigénio e perde dois átomos de ferro em condições aeróbias.

## Mecanismo catalítico
A redução do azoto molecular é a principal reacção do ciclo biogeoquímico do azoto. Na conversão de N2 a NH3, a ligação tripla do azoto tem de ser (pelo menos parcialmente) quebrada, sendo este processo energeticamente custoso. Na ausência de um catalisador biológico, a reacção requer alta pressão e temperatura, no denominado processo de Haber-Bosch; a nitrogenase consegue efectuar a mesma reacção em condições biológicas (pressão atmosférica, temperatura ambiente), requerindo no entanto seis electrões e ATP:
8 e- + 8 H+ + N2 + 16 ATP + 16 H2O = 2 NH3 + H2 + 16 ADP + 16 Pi
Durante a reacção, a dinitrogénio redutase recebe um electrão do dador electrónico, transferindo-o para o centro FeMo, que por sua vez o adiciona à molécula de azoto; as duas proteínas dissociam-se de modo a possibilitar uma nova transferência electrónica para a redutase, que volta então a associar-se à proteína FeMo e transfere o novo electrão para o centro FeMo. Este sequência repete-se as vezes necessárias para que seja totalmente efectuada a redução do N2 a NH3 e eventualmente a produção de H2.
Os locais específicos de ligação do substrato e dos intermediários reaccionais ao cofactor FeMo não estão totalmente esclarecidos, assim como não é conhecido em pormenor o mecanismo da reacção. Apesar disto, existem estudos em mutantes da proteína FeMo que apontam para a existência da ligação a uma face específica do cofactor e diversos estudos espectroscópicos identificaram alguns dos intermediários reaccionais, nomeadamente o diazeno (N2H2) e a hidrazina (N2H4).
É geralmente aceite o seguinte modelo geral para o mecanismo catalítico:
1. o ATP liga-se à proteína de ferro, induzindo uma alteração na sua conformação estrutural;
2. a proteína de ferro, mais especificamente o seu centro [4Fe-4S]2+, recebe um electrão do dador electrónico (por exemplo, ferredoxina), convertendo-se na forma reduzida [4Fe-4S]+;
3. a proteína de ferro associa-se à proteína FeMo, ocorrendo hidrólise simultânea do ATP a ADP e transferência do electrão do centro [4Fe-4S] para o centro P da proteína FeMo;
4. ocorre dissociação das duas proteínas e libertação de ADP por parte da proteína de ferro; a proteína FeMo utiliza o electrão recebido num dos passos catalíticos de redução do N2. O centro FeMo tem de receber 3 ou 4 electrões antes de poder ligar o N2.

Esquema geral do mecanismo catalítico da nitrogenase. A) As componentes I e II encontram-se dissociadas; II está pronta para ser reduzida. B) O ATP liga-se à componente II, que por sua vez recebe electrões de um dador electrónico; a ligação do ATP induz uma mudança conformacional alostérica que permite a associação das duas proteínas. Ocorre transferência de electrões do centro [4Fe-4S] de II para o centro P de I. C) Os electrões são transportados para o centro FeMo e o ATP é hidrolisado a ADP. Este passo ocorre diversas vezes antes da ligação de um N_{2} ao centro FeMo. D) O complexo proteico dissocia-se e a nitrogenase reduz o N_{2} a NH_{3} e H_{2}. I: componente I; II: componente II; Fdx: ferredoxina; Fld: flavodoxina.

### Mecanismo proposto

Estrutura do cofator de ferro e molibdênio (FeMoco), o centro ativo da enzima onde ocorre a redução do gás nitrogênio para amônia.

Embora o mecanismo da redução do gás nitrogênio pelo cofator FeMoco ainda não seja totalmente esclarecido, há estudos e evidências que apontam para um mecanismo provável.  Nesse mecanismo proposto, o FeMoco existe em nove estados possíveis:
- E0 - o estado original, como mostrado na imagem acima.

- E1 - o cofator recebe um íon H+ e 1 elétron; um dos íons Fe3+ é reduzido para Fe2+. O hidrogênio recebido fica ligado a um dos enxofres equatoriais da estrutura (aqueles na altura do carbono central), que fica na forma de um grupo sulfidrila (-SH) entre dois átomos de ferro.

- E2 - o cofator recebe mais um próton e mais um elétron. Esse H+ combina com o elétron e depois oxida o Fe2+ de volta a Fe3+, ficando na forma de um equivalente de hidreto (H–) ligado entre dois ferros (formando, assim, uma ligação tricentrada Fe--H--Fe).

- E3 - o cofator recebe mais um elétron e íon hidrogênio. Outro ferro +3 é reduzido a +2 e o hidrogênio se liga a outro enxofre equatorial do cluster (semelhante ao estado E1).

- E4 - Semelhante ao estado E2, outro par H+/e- é recebido. O hidrogênio se liga novamente entre dois ferros como um equivalente de hidreto, com o ferro reduzido na reação anterior sendo novamente oxidado, formando uma ponte [FeIII--H--FeII--H--FeIII] (com o ferro central divalente localizado próximo ao molibdênio). É nesta etapa que o gás nitrogênio se liga ao cofator, deslocando os dois hidretos ligados aos ferros como gás H
2

 e deixando o átomo de ferro central reduzido ao estado de oxidação zero. É nesse suposto ferro zerovalente, localizado próximo ao átomo de molibdênio, que o N
2
 permanece ligado, sob a forma de um complexo backbonding de dinitrogênio. O complexo [Fe0{\displaystyle \leftarrow }N≡N], então, altera-se para [Fe2+{\displaystyle \leftarrow }N-=N-] (com a mudança da ligação tripla do dinitrogênio para uma ligação dupla e consequente enfraquecimento dessa ligação) e abstrai os hidrogênios dos grupos -SH vizinhos para formar um equivalente de diazeno [Fe{\displaystyle \leftarrow }NH=NH]. 

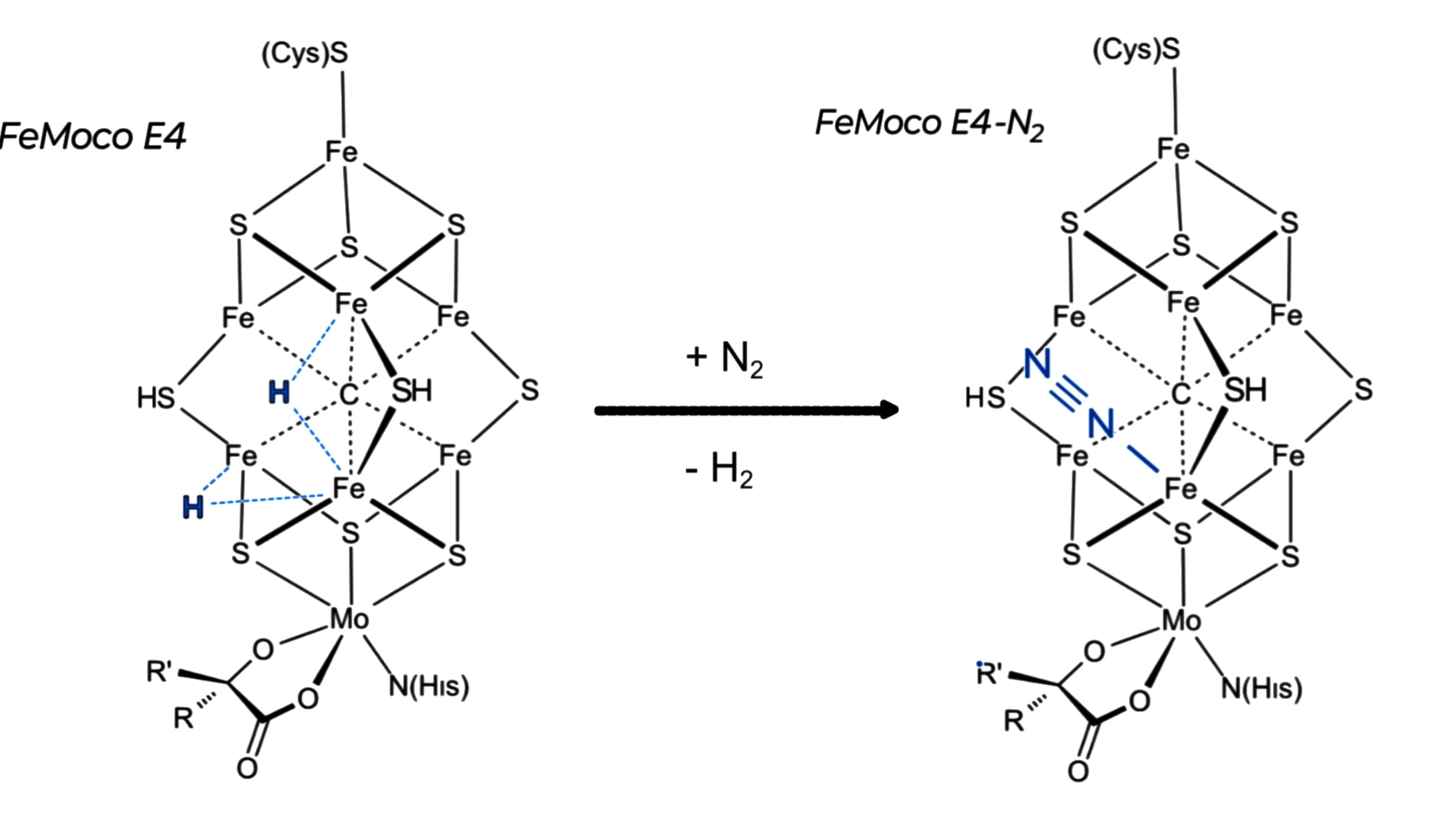
Estrutura proposta do cofator de Ferro-Molibdênio (FeMoco) no estado E4, antes e depois de ligar-se à molécula de nitrogênio.

- E5 - mais um par H+/e- é recebido pelo cofator, ligando-se como hidreto aos ferros, mas rapidamente reduzindo o equivalente diazeno  [Fe2+{\displaystyle \leftarrow }NH=NH] para um equivalente hidrazinil, [Fe3+–NH–NH
2

]
- E6 - mais um par próton-elétron é recebido, com formação transitória de hidreto, que reduz o equivalente de hidrazinil [Fe3+–NH–NH
2

] a um equivalente de hidrazina, [Fe2+{\displaystyle \leftarrow }NH
2
–NH
2
].
- E7 - mais um par próton-elétron é recebido, com formação transitória de hidreto, que reduz o equivalente de hidrazina [Fe2+{\displaystyle \leftarrow }NH
2

–NH
2
] para um derivado amideto [Fe3+–NH
2
] com liberação de uma molécula de amônia (NH
3
).
- E8 - o último par elétron-próton é recebido, reduzindo o equivalentede amideto [Fe3+–NH
2

] para um equivalente amino [Fe2+{\displaystyle \leftarrow }NH
3
], que rapidamente se decompõe liberando uma segunda molécula de amônia, retornando o cofator de volta ao estado E0 reiniciando o ciclo. O gás nitrogênio é, assim, completamente reduzido para amônia.

### Outros substratos e inibidores
A nitrogenase tem também a capacidade de reduzir acetileno a etileno, actividade esta aproveitada para a detecção da actividade enzimática; nalguns casos, o etileno pode ser reduzido a etano.
O óxido nítrico (NO) é um inibidor desta enzima, ligando-se ao centro FeS da proteína de ferro e possivelmente ao cofactor FeMo. Outros compostos azotados capazes de se ligarem ao centro FeMo incluem o óxido nitroso (N2O) e o nitrito (NO2-), agindo ora como substratos ora como inibidores competitivos.
Outros compostos agem simultaneamente como substratos e inibidores reversíveis. Por exemplo, o ácido cianídrico (HCN) é reduzido pela nitrogenase a metano (CH4), amoníaco (NH3), metilamina (CH3NH2) e di-hidrogénio (H2), dependendo das condições utilizadas no ensaio enzimático; por outro lado, a sua base conjugada cianeto (CN-) é capaz de inibir a enzima ao desacoplar a desfosforilação do ATP e o fluxo de electrões. O monóxido de carbono (CO) e a azida (N3-) competem com o CN- pelo local de ligação à enzima.

## Síntesein vivo
Diversas proteínas participam no enovelamento das proteínas componentes da nitrogenase, na síntese dos centros metálicos e na sua inserção nas respectivas apoproteínas. A proteína NifB recebe ferro e sulfureto, mobilizados pelas proteínas NifU e NifS, e inicia a construção do cofactor FeMo, que sofre posterior maturação e inserção na nitrogenase catalisadas pelo complexo NifEN. Outras proteínas necessárias para a síntese do cofactor FeMo são a homocitrato sintase (NifV) e a NifQ, que mobiliza molibdénio. Também a dinitrogénio redutase participa na maturação da proteína FeMo, em particular na inserção do centro P, acção esta possivelmente coordenada com ainda outra proteína, NifZ.